# Rueda de la Sierra
Rueda de la Sierra bezeichnet einen Ort und eine Gemeinde (municipio) mit 38 Einwohnern (Stand: 2024) im Nordosten der Provinz Guadalajara in der Autonomen Gemeinschaft Kastilien-La Mancha in Zentralspanien. Neben dem Hauptort Rueda de la Sierra gehört die Ortschaft Cillas zur Gemeinde.

## Lage
Rueda de la Sierra liegt im Iberischen Gebirge im Osten der Provinz Guadalajara in einer Höhe von 1140 m. Die Entfernung zur westsüdwestlich gelegenen Provinzhauptstadt Guadalajara beträgt ca. 105 Kilometer (Fahrtstrecke).

## Bevölkerungsentwicklung
| Jahr      | 1960 | 1970 | 1981 | 1991 | 2001 | 2011 | 2021 |
| Einwohner | 377  | 282  | 116  | 85   | 62   | 59   | 39   |

## Sehenswürdigkeiten
- Kirche Mariä Schnee in Rueda de la Sierra
- Kreuzkirche in Cillas
- Marienkapelle
- Barbarakapelle

Kirche Mariä Schnee
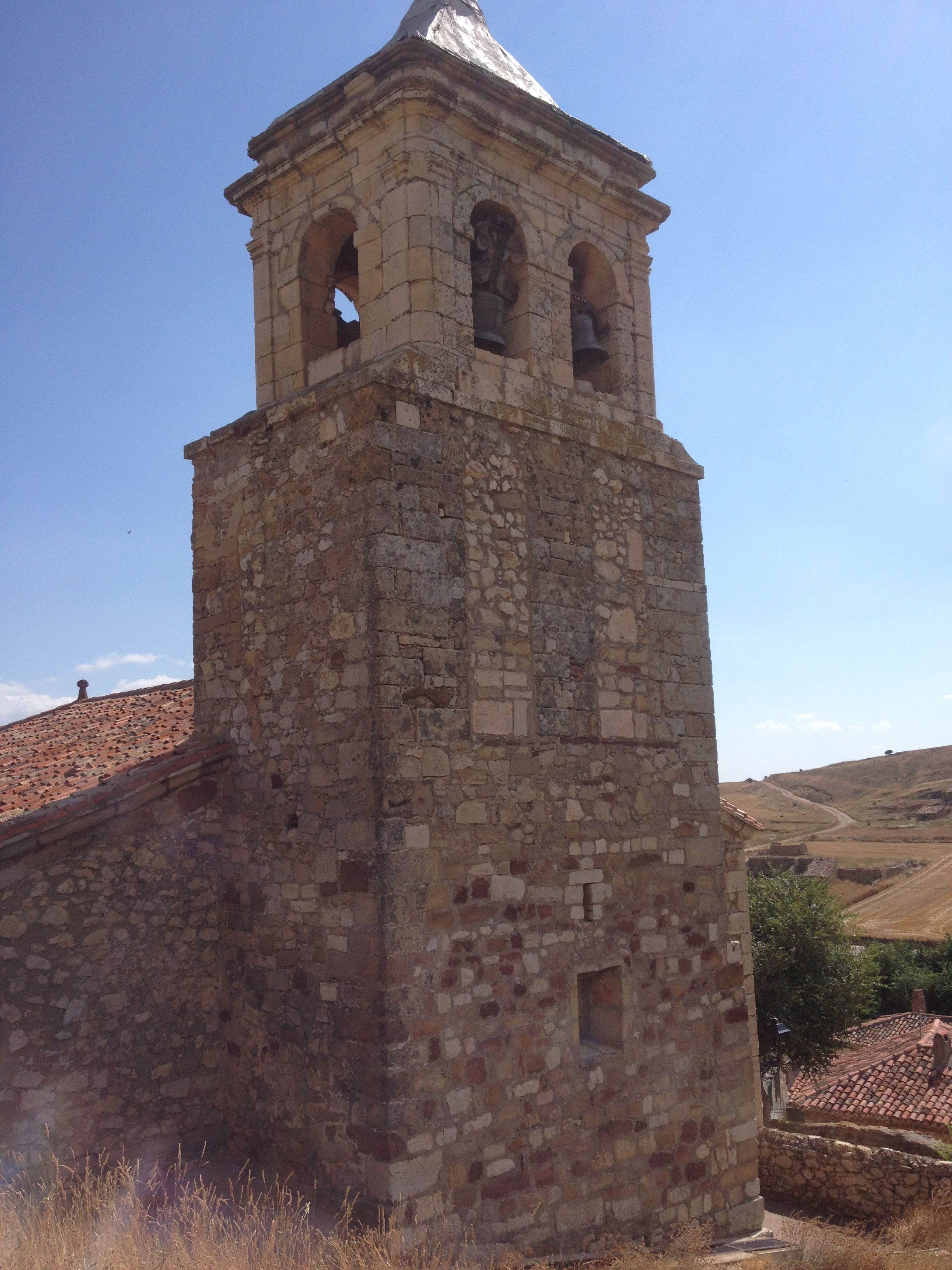
Kreuzkirche